# Saint-Jean-de-Marcel
Saint-Jean-de-Marcel es una población y comuna francesa, ubicada en la región de Mediodía-Pirineos, departamento de Tarn, en el distrito de Albi y cantón de Valderiès.

## Demografía
| 519 | 444 | 412 | 371 | 361 | 328 |
| Para los censos de 1962 a 1999 la población legal corresponde a la población sin duplicidades (Fuente: INSEE [Consultar]) |     |     |     |     |     |